# Coliseo Polideportivo Abel Jiménez Parra - Parque Samanes
El Coliseo de Parque Samanes es un coliseo inaugurado en 2017. Es un recinto techado, tras el cierre del viejo Coliseo Abel Jiménez Parra. Está ubicado en la zona norte del Parque Samanes. Tiene una capacidad para 1300 personas, que puede variar según el uso.

## Sede de la Asociación de Basketball del Guayas
Desde el 2022 y debido a que la casa matriz provincial de baloncesto no tenía una sede propia desde que derrumbaron el antiguo Coliseo Abel Jiménez Parra en el centro de Guayaquil; debido a un acuerdo con Inmobiliar, las oficinas están ubicadas dentro del Coliseo Polideportivo y es en el mismo lugar donde se celebran los torneos formativos de baloncesto de Guayas.